# Leucothoidae
De Leucothoidae zijn een middelgrote familie vlokreeftjes uit de suborde Gammaridea.

## Geslachten
Er zijn 5 genera beschreven.
- Anamixis Stebbing, 1897
- Leucothoe Leach, 1814
- Nepanamixis Thomas, 1997
- Paraleucothoe Stebbing, 1899
- Paranamixis Schellenberg, 1938